# Erioptera polytricha
Erioptera polytricha är en tvåvingeart som beskrevs av Alexander 1945. Erioptera polytricha ingår i släktet Erioptera och familjen småharkrankar.
Artens utbredningsområde är Ecuador. Inga underarter finns listade i Catalogue of Life.